# Kusuma Wardhani
Kusuma Wardhani (20. února 1964 Makasar, Indonésie – 12. listopadu 2023) byla indonéská lukostřelkyně. Jejím největším sportovním úspěchem je zisk stříbrné olympijské medaile ze závodu družstev z olympiády v Soulu v roce 1988, kterou vybojovala společně se Saiman a Handayani. V individuálním závodě obsadila 19. místo.